# 몽골 표준시

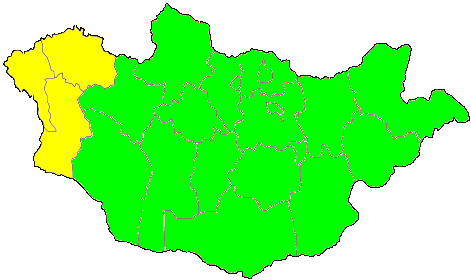
몽골 표준시
서부 몽골 표준시 (UTC+07:00)
동부 몽골 표준시 (UTC+08:00)

몽골 표준시 (Mongolian Standard Time)는 수도 울란바타르를 비롯한 대다수 지역에서 사용되는 UTC+08:00와 몽골 최서단 지역인 허브드주, 오브스주, 바잉울기주에서 사용되는 UTC+07:00로 나뉜다.

## 일광 절약 시간제
몽골은 1983~1998년, 2001년~2006년, 2015~2016년 총 3회에 걸쳐 일광 절약 시간제를 실시하였다.

## IANA 표준 시간대 데이터베이스
IANA 표준 시간대 데이터베이스의 zone.tab 파일에는 몽골에 3개 표준 시간대가 등록되어 있다.
| 좌표*       | 시간대*           | 설명*                                                  | 표준시    | 서머타임  | 주 |
| ----------- | ----------------- | ------------------------------------------------------ | --------- | --------- | -- |
| +4755+10653 | 아시아/울란바토르 | 대부분 지역                                            | UTC+08:00 | UTC+08:00 |    |
| +4801+09139 | 아시아/허브드     | 바잉울기주, 고비알타이주, 허브드주, 오브스주, 자브항주 | UTC+07:00 | UTC+07:00 |    |
| +4804+11430 | 아시아/처이발산   | 더르너드주, 수흐바타르주                               | UTC+08:00 | UTC+08:00 |    |

## 같이 보기
- 중국의 옛 시간대